# 喉載魚
喉載魚（學名：Trachelochismus pinnulatus），為輻鰭魚綱鱸形目喉盤魚亞目喉盤魚科的其中一種，分布於西南太平洋的紐西蘭海域，棲息深度可達12公尺，體長可達10公分，屬底棲性魚類，棲息在岩石海岸，屬肉食性，以軟體動物及甲殼類為食。